# John Carver (calciatore)
John William Carver (Newcastle upon Tyne, 16 gennaio 1965) è un allenatore di calcio ed ex calciatore inglese, di ruolo difensore, vice commissario tecnico della nazionale scozzese.

## Palmarès

### Allenatore

#### Competizioni nazionali
- Canadian Championship: 1

Toronto: 2009